# Банкрофт (Небраска)
Банкрофт (англ. Bancroft) — селище (англ. village) в США, в окрузі Камінг штату Небраска. Населення — 496 осіб (2020).

## Географія
Балтимор розташований за координатами 42°0′38″ пн. ш. 96°34′24″ зх. д. / 42.01056° пн. ш. 96.57333° зх. д. (42.010522, -96.573265). За даними Бюро перепису населення США в 2010 році селище мало площу 0,95 км², уся площа — суходіл.

## Демографія
Згідно з переписом 2010 року, у селищі мешкало 495 осіб у 210 домогосподарствах у складі 137 родин. Густота населення становила 522 особи/км². Було 232 помешкання (245/км²).
Расовий склад населення:
| - 92,9 % — білих - 1,8 % — корінних американців - 0,2 % — азіатів - 2,4 % — осіб інших рас |

До двох чи більше рас належало 2,6 %. Частка іспаномовних становила 2,4 % від усіх жителів.
За віковим діапазоном населення розподілялося таким чином: 26,1 % — особи молодші 18 років, 55,7 % — особи у віці 18—64 років, 18,2 % — особи у віці 65 років та старші. Медіана віку мешканця становила 40,9 року. На 100 осіб жіночої статі у селищі припадало 92,6 чоловіків; на 100 жінок у віці від 18 років та старших — 92,6 чоловіків також старших 18 років.
Середній дохід на одне домашнє господарство становив 59 879 доларів США (медіана — 43 393), а середній дохід на одну сім'ю — 64 581 долар (медіана — 57 188). Медіана доходів становила 44 286 доларів для чоловіків та 35 227 доларів для жінок. За межею бідності перебувало 11,6 % осіб, у тому числі 15,9 % дітей у віці до 18 років та 21,5 % осіб у віці 65 років та старших.
Цивільне працевлаштоване населення становило 287 осіб. Основні галузі зайнятості: освіта, охорона здоров'я та соціальна допомога — 34,1 %, роздрібна торгівля — 10,8 %, фінанси, страхування та нерухомість — 7,7 %, виробництво — 5,9 %.